# West Seneca
West Seneca je město v okrese Erie ve státě New York v USA. Podle sčítání z roku 2000 má 45 920 obyvatel.
Město West Seneca leží uprostřed okresu jihovýchodně od Buffala. West Seneca tvoří spolu s Orchard Parkem a Hamburgem vnitřní "Jižní město", seskupení předměstských částí obývaných střední třídou jižně od Buffala.

## Historie
Protože město leží na půdě bývalé Buffalo Creek Reservation, nebylo otevřeno až do poloviny 19. století pro bílé osadníky.
Město West Seneca, stejně jako město Seneca, bylo vytvořeno v roce 1851 z částí měst Cheektowaga a Hamburg. V roce 1852 změnilo město jméno na West Seneca, aby se zabránilo spletení s dalším městem ve státě (Seneca v okrese Ontario ve státě New York). V roce 1909 se od West Senecy oddělilo území přímo na jih od Buffala a stalo se z něho město Lackawanna.

## Životní styl
West Seneca nabízí bohatý předměstský život. Město a místní podnikatelé sponzorují velké množství akcí a festivalů zaměřených na rodinu. Město má obrovskou škálu rekreačních zařízení včetně 15 městských parků, kluziště, plaveckého centra, centra pro mladé a velký fotbalový komplex. Město je sídlem Charles E. Burchfield Nature & Art Center. West Seneca je také místem zařízení Southtowns Family YMCA, které bylo otevřeno v roce 2003. Je plánována rekreační a cyklistická stezka pokusně nazvaná Seneca Creek Pathway.
Hned vedle West Senecy v Orchard Parku bylo postaveno s pomocí nadace Seneca Rotary 18 jamkové hřiště na ploše 1 km2, na jehož část přispěl obchodník z Buffala Carl Lambein. Veřejné golfové hřiště bylo otevřeno v roce 2007. K dalšímu vybavení patří tříjamkové hřiště pro učení a centrum na krátkou hru. Na golfovém hřišti má své sídlo západonewyorská pobočka organizace First Tee.
West Seneca je domovem velkého množství organizovaných rekreačních lig a týmů, včetně: West Seneca Youth Baseball Archivováno 22. 10. 2008 na Wayback Machine., West Seneca Little Loop Football and Cheerleading,West Seneca Girls Softball Association, West Seneca Youth Hockey Association, West Seneca Soccer Club, West Seneca Competitive Swim and RGC All Star Cheerleading.
Centrum Buffala a jeho kulturní nabídka je vzdálena pouze 20 minut jízdy, zatímco jak americká, tak kanadská strana Niagarských vodopádů jsou vzdáleny asi 40 minut jízdy.
Uvnitř hranic West Senecy není žádné nákupní středisko, nicméně 15 minut jízdy jsou vzdáleny McKinley Mall a Walden Galleria. West Seneca má různá nákupní centra, nejznámější je Southgate Plaza.

## Vzdělání
Ve městě jsou tři oddělené veřejné školní obvody. Největší je West Seneca Central School District a slouží většině města. Orchard Park Central School District obývá jihovýchodní část města. Cheektowaga-Sloan Union Free School District obsluhuje malou část severozápadu města.
West Seneca je domovem následujících soukromých základních a středních škol: Fourteen Holy Helpers School, Queen of Heaven School. , The Center Road Christian Academy, Trinity Christian School, St. John Vianney School. and West Seneca Christian School.
Uvnitř města má svůj kampus Houghton College.

## Geografie
Podle United States Census Bureau má město celkovou rozlohu 55,4 km2, z které je 55,3 km2 tvořeno pevninou a 0,1 km2 (0,09 %) vodou.
Městem prochází silnice New York State Thruway (Interstate 90) a na severozápadním okraji města protíná silnici New York State Route 400 (Aurora Expressway) a silnici US Route 219 v jihozápadní části. Východní hranice města je tvořena silnicí New York State Route 78 (Transit Road). Dalšími významnými severojižními cestami jsou New York State Route 240 (Harlem Road/Orchard Park Road) a New York State Route 277 (Union Road), zatímco hlavními východozápadními cestami jsou New York State Route 16 (Seneca Street/Center Road) a New York State Route 354 (Clinton Street).

### Sousední města
- Cheektowaga – sever
- Buffalo – severozápad
- Lackawanna – západ
- Hamburg – jihovýchod
- Orchard Park – jih
- Elma – východ
- Lancaster – severovýchod

### Hlavní silnice v městě West Seneca
- Interstate 90 (New York State Thruway), prochází západní části města v severojižním směru.

- U.S. Route 219 (Southern Expressway), Severojižní cesta, která prochází jihozápadním rohem města a končí na Interstate 90. Je hlavní dopravní tepnou pro jízdu ve směru Buffalo-Springville a další místa na jih.

- U.S. Route 20 (Transit Rd., Southwestern Blvd.), Severojižní cesta, která tvoří východní hranici města jako Transit Road, spolu s NY 78 severně od Seneca St. (NY 16) a NY 78 severně od hranice Orchard Parku. US 20 se pak otáčí na západ podél hranice Orchard Parku a krátce tvoří jižní hranici města.

- New York State Route 16 (Seneca St., Center Rd.) prochází městem východozápadním směrem od Buffala do Elmy.

- New York State Route 78 (Transit Road), Severojižní cesta, která tvoří východní hranici města spolu s US 20 severně od Seneca St. (NY 16).

- New York State Route 240 (Harlem Rd., Orchard Park Rd.), Severojižní cesta procházející městem ve směru od Cheektowagy do Orchard Parku.

- New York State Route 277 (Union Rd.), Severojižní dálnice procházející městem od Cheektowagy do Orchard Parku.

- New York State Route 354 (Clinton St.), Jihozápadní cesta procházející severní částí města z Buffala do Elmy.

- New York State Route 400 (Aurora Expwy.), Severojižní dálnice skrz město od západního konce na Interstate 90, východně do Elmy, téměř kopíruje NY 16.

## Místa ve West Seneca
- Buffalo Airfield (9G0) – hlavní letiště na severní hranici města.
- Buffalo Creek – tok směřující západním směrem přes město. Od názvu toku je odvozeno jméno města Buffalo ve státu New York. Od místa svého opuštění města v jeho západní části se z toku stává řeka Buffalo.
- East Seneca – místo na silnici Route 16 ve východní části města
- Ebenezer – osada ve středu města, pojmenovaná po ebenezeřích (také nazývaných inspiracionalisti), skupině německých luteránů, kteří v této oblasti koupili půdu a osídlili ji kolem roku 1843. Později se mnoho lidí z této místní skupiny přemístilo do Amany v Iowě a v roce 1863 se vzdalo čtvrtého osídlení ve West Senece.
- Francouzské čtvrti – místo v severozápadní části města.
- Gardenville – osada na severní hranici města, která patří rovněž městu Cheektowaga.
- New Ebenezer – osada východně od Gardenville.
- Rozvojové centrum West Seneca – zařízení pro postižené děti v jihovýchodní části města.